# 皇円
皇円（こうえん）は、平安時代後期の天台宗の僧侶である。正字では皇圓。熊本県玉名の出身で肥後阿闍梨とも呼ばれ、浄土宗の開祖法然の師でもある。王朝末期に成立した、編年綱目の体裁を採る国史略のうち『扶桑略記』を撰した。浄土宗の僧で、多念義を主張した隆寛は甥である。
弥勒菩薩が未来にこの世に出現して衆生を救うまで、自分が修行をして衆生を救おうと、静岡県桜ヶ池に龍身入定したと伝えられる。湖畔の池宮神社では秋の彼岸の中日に池の中に赤飯を奉納する「お櫃納め」の行事が営まれる。また皇円を本尊として祀る熊本県玉名市の蓮華院誕生寺では、皇円大菩薩ないし皇円上人と尊称されて人々の信仰を集めている。

## 生涯
生年は不明だが、嘉応元年6月13日（1169年7月9日）に96歳で没したとされるので、承保5年（1074年）の生れか。関白藤原道兼の玄孫（孫の孫）で、豊前守藤原重兼の子として肥後国玉名荘（現熊本県玉名市築地〈ついじ〉）に生まれた。兄は少納言藤原資隆、母親は玉名の豪族大野氏の娘とも推測されるが不明。幼くして比叡山に登り椙生（すぎう）流の皇覚のもとで出家得度し顕教を修め、さらに密教を成円に学び、二人の名前からそれぞれ一字を取り皇円と称したとされる。比叡山の功徳院に住み、その広い学徳により肥後阿闍梨（あじゃり）と尊称された。浄土宗の開祖である法然は、皇円の下で学んだが、その後離れる。
皇円は史才のある学僧でもあり、『扶桑略記』（扶桑は日本の異称）を撰している。扶桑略記は日本最初の編年体の歴史書としてよく知られ、神武天皇から堀河天皇までを、主に日本への仏教伝来や発展史、神社寺院の縁起に着目して記述した貴重なものである。
皇円の事績に関する同時代の直接の記録はほとんどなく、鎌倉時代末期に編まれた法然に関する『拾遺古徳伝』や『法然上人絵伝』に頼らざるを得ない。それらによると、嘉応元年（1169年）6月13日に、遠州桜ケ池に大蛇の身を受けて入定したとされる。平安末期に盛んとなった弥勒下生信仰つまり弥勒菩薩が釈迦入滅後56億7千万年後にこの世界に現われて三度説法をして衆生を救済するという信仰のために、その時まで菩薩行をして衆生を救うという願いを立てたものと思われる。遠州桜ケ池は静岡県御前崎市浜岡に現存する直径約200m余の堰き止め湖で、湖畔には瀬織津比詳命（せおりつひめのみこと）を祭神として祀る池宮神社（御前崎市佐倉5162）があり、桜ヶ池主神として皇円阿闍梨大龍神をも祀っている。約10km離れた応声教院（静岡県御前崎市中内田915）には、大蛇のウロコと称されるものが祀られている。
皇円の生地である熊本県玉名市築地には、恵空（えくう）による官立ではない私建立の寺院として、鎌倉時代に高原山蓮華院浄光寺が建立されたが、戦国時代に焼失。その後江戸、明治、大正と約350年を経る間に、伽藍は朽ち果て山野となり、築地、南大門の地名や、2基の五輪の塔などわずかを残すのみとなってしまった。1929年（昭和4年）12月に、当時荒尾市在住の祈祷師であった川原是信が、荒ぶる地霊を治めるよう築地の村人に請われてこの地に来た。寺伝によると、是信がここの草堂で経を唱えていると、突然皇円から「我は今より760年前、遠州桜ケ池に龍身入定せし皇円なり。今心願成就せるをもって、汝にその功徳を授く。よって今から衆生済度と蓮華院の再興をはかれ。」との霊告を受けたとされる。是信はこれにより、ますますその霊能を高め、衆生済度に努め、同時にまた寺院の再興をはかった。再興なった寺院は本尊を皇円大菩薩とし、寺名は皇円誕生の地であることから蓮華院誕生寺とされた。現在、住職は川原是信から三代目となり、蓮華院誕生寺は奈良西大寺を本山とする真言律宗の別格本山として、本堂、五重塔、多宝塔、南大門、庫裏などの伽藍を整え、また築地より北方4kmの小岱山中には奥之院を構えるに至っている。

## 注
1. ↑  ほかに『日本紀略』（編者未詳）、『帝王編年記』（永祐編か）。
2. ↑  この項は、大半の記述を望月信亨編『仏教大辞典』第一巻 p.1026の皇円の項によっている。
3. ↑  皇覚については記録があり、仏教大辞典にも記述されるが、成円については記録がなくよく分かっていない。
4. ↑  著者が皇円であるということは、鎌倉後期に編まれた『本朝書籍目録』によるが、別の著者とする説も最近出されている。著者についての議論は、平田俊春『日本古典の成立の研究』「第二篇 扶桑略記を中心として」（日本書院、1959年）、あるいは堀越三信「扶桑略記」（皆川完一・山本信吉編『国史大系書目解題』吉川弘文館 2001年）などを参照されたい。
5. ↑  佐賀県東妙寺にある永仁6年（1198年）に書かれた「東妙寺文書」に、肥後玉名の浄光寺のことが書かれている。
6. ↑  『肥後國誌』（森本一瑞遺纂、水島貫之校補、後藤是山編纂、九州日日新聞社、1916年（大正5年）7月）。肥後國誌は江戸時代に編纂された熊本に関する歴史書で、玉名市築地については浄光寺跡、妙性寺跡、地蔵堂、五輪塔二基、南大門、などの記述がある。pp. 613–614。
7. ↑  この霊告は、川原是信の霊能による密教的感得であり、当然ながら公的な文書など第三者による証拠はなく、寺伝等に依らざるを得ない。川原真如「龍神の説法」、参照。同寺機関紙「大日乃光」等参照。